# Кусаинов, Абельгази Калиакпарович
Абельгази Калиакпарович Кусаинов (6 февраля 1952, п. Майозек, Тельманский район, Карагандинская область, Казахская ССР) — председатель Федерации профсоюзов Казахстана, аким Карагандинской области (20 января 2012 — 28 января 2013).

## Биография
Родился 6 февраля 1952 года в посёлке Майозек Тельманского района Карагандинской области. Происходит из подрода мурат рода Куандык племени аргын.
С 1971 по 1980 годы — подземный бетонщик металлургического комбината, подземный проходчик, горнорабочий, горный мастер шахты «Долинская», мастер, старший мастер ПТУ.
С 1980 по 1990 годы — инструктор, заведующий отделом, первый заместитель председателя Кировского райисполкома, первый секретарь Кировского районного комитета Коммунистической партии Казахстана.
С 1990 по 1991 годы — второй секретарь Карагандинского областного комитета Коммунистической партии Казахстана.
С 1991 по 1995 годы — председатель Карагандинского областного Комитета по ценовой и антимонопольной политике.
С 1996 по 1999 годы — депутат Сената Парламента Республики Казахстан.
С 1999 по 2001 годы — вице-министр транспорта и коммуникаций Республики Казахстан.
С 2001 по 2002 годы — председатель Комитета автомобильных дорог Министерства транспорта и коммуникаций Республики Казахстан Республики Казахстан.
С марта 2002 по август 2003 года — вице-министр экономики и торговли Республики Казахстан.
С 2002 по 2003 годы — вице-министр индустрии и торговли Республики Казахстан.
С 2003 по 2005 годы — председатель Комитета по стандартизации, метрологии и сертификации Министерства индустрии и торговли Республики Казахстан, председатель Комитета по техническому регулированию и метрологии Министерства индустрии и торговли Республики Казахстан.
С 2005 по 2007 годы — первый вице-министр транспорта и коммуникаций Республики Казахстан.
С октября 2007 года — ответственный секретарь Министерства транспорта и коммуникаций Республики Казахстан.
С 3 марта 2009 года по 12 апреля 2011 года — Министр транспорта и коммуникаций Республики Казахстан.
С 20 января 2012 года — аким Карагандинской области.
С 28 января 2013 года — Председатель Федерации профсоюзов Казахстана.
С марта 2015 года — кандидат в Президенты Республики Казахстан.

## Награды
- Орден «Барыс» III степени (2015)[4]
- Орден «Құрмет»
- Медаль Астана
- Медаль «Тыңға 50 жыл»
- Медаль «60 лет Победы в Великой Отечественной войне»
- Медаль «Қазақстан Республикасының тәуелсіздігіне 10 жыл»
- Медаль «Астанаға 10 жыл»
- Медаль "20 лет Астане" (2018)[5]